# 4. Fliegerschul-Division
Die 4. Fliegerschul-Division war ein Großverband der Luftwaffe der Wehrmacht im Zweiten Weltkrieg.

## Geschichte
Die 4. Fliegerschul-Division wurde am 1. November 1944 in Strausberg gebildet. Sie war der Luftflotte 10 unterstellt. Ihr unterstanden diverse Schulgeschwader und Flugzeugführerschulen, in denen Luftwaffenangehörige ihre fliegerische Ausbildung absolvierten. Am 8. Mai 1945, nach der bedingungslosen Kapitulation der Wehrmacht, wurde sie aufgelöst.

## Divisionskommandeur
| Dienstgrad | Name               | Datum                               |
| ---------- | ------------------ | ----------------------------------- |
| Oberst     | Günther Lützow     | 1. November 1944 bis 1. Januar 1945 |
| Oberst     | Johannes Trautloft | 1. Januar 1945 bis 8. Mai 1945      |

## Unterstellung
| Unterstellung | von           | bis         |
| ------------- | ------------- | ----------- |
| Luftflotte 10 | 15. März 1944 | 8. Mai 1945 |

## Unterstellte Verbände
| 2. Februar 1945 | |
| --------------- | --- |
| 2. Februar 1945 | Stab, I. und II./Jagdgeschwader 101, Stab, I. und II./Jagdgeschwader 103, Jagdgeschwader 104, Jagdgeschwader 105, Stab, I. und II./Jagdgeschwader 106, Stab, I. und II./Jagdgeschwader 110, Zerstörergeschwader 101, Nachtjagdgeschwader 101, Schießschule der Luftwaffe Værløse, Fluglehrerschule der Luftwaffe Brandenburg-Briest |